# Głębocko (Grodków)
Głębocko (deutsch: Tiefensee) ist ein Ort in der Stadt- und Landgemeinde Grodków der Woiwodschaft Opole in Polen.

## Geographie
Das Straßendorf Głębocko liegt acht Kilometer östlich von Grodków (Grottkau) und dreißig Kilometer westlich von Opole (Oppeln) am linken Ufer der Glatzer Neiße. Nördlich von Głębocko liegen zwei Badeseen sowie das Naturschutzgebiet Rezerwat przyrody Dębina.
Nachbarorte von Głębocko sind im Nordwesten Osiek Grodkowski (Osseg), im Osten Radoszowice (Raschwitz) und im Westen Żelazna (Märzdorf).

## Geschichte

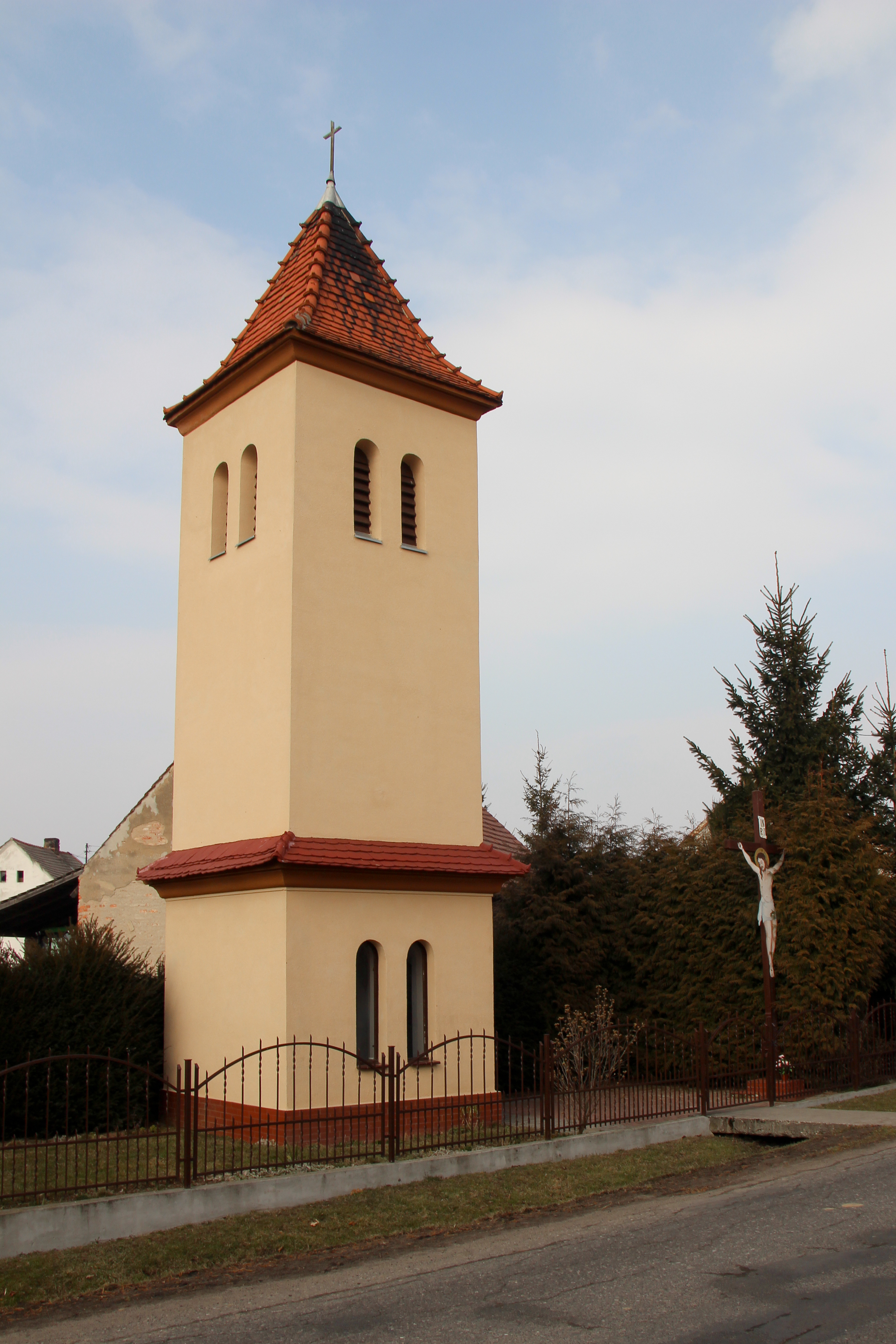
Glockenkapelle

Die Wasserburg Tyfense wurde 1272 während der Herrschaft des Breslauer Herzogs Herzog Heinrich IV. erstmals urkundlich mit „Comes Deczko de Tyfense“ erwähnt und war damals Sitz einer Kastellanei. Bei der Teilung des Herzogtums Breslau gelangte sie 1311 an das neu gegründete Herzogtum Brieg. 1343 erwarb die Stadt Grottkau das „castrum Tyfenze“. Ein Jahr später gelangte die Burg zusammen mit dem Grottkauer Land an das bischöfliche Fürstentum Neisse. Während der Hussitenkriege wurde die Burg 1430 von den Hussiten erobert und 1474 im Böhmisch-ungarischen Krieg durch König Matthias Corvinus zerstört. Die Ruinen wurden im 18. Jahrhundert zum Teil abgetragen. Ende des 19. Jahrhunderts waren noch Reste sichtbar, die zum Bau des Schlosses Koppitz verwendet worden sein sollen. Erhalten hat sich ein fünf Meter hoher Wallrest im Wald, der als „Altes Schloss“ bezeichnet wurde.
Nach dem Ersten Schlesischen Krieg 1742 fiel Tiefensee mit dem größten Teil des Fürstentums Neisse an Preußen. 1765 wurde im Ort eine evangelische Schule eingerichtet.
Nach der Säkularisierung des Fürstentums Neisse 1810 und der Neuorganisation der Provinz Schlesien 1815 gehörte die Landgemeinde Tiefensee zum Landkreis Grottkau, mit dem es bis 1945 verbunden blieb. 1845 bestanden in Tiefensee eine evangelische Schule, ein Wirtshaus, eine Mautstätte über die Glatzer Neiße sowie 66 weitere Häuser. Im gleichen Jahr lebten in Tiefensee 328 Menschen, davon 131 evangelisch. 1855 lebten 461 Menschen im Ort. 1859 wurde eine katholische Schule eröffnet. 1865 bestanden im Ort drei Gärtner- und 15 Häuslerstellen sowie ein Wirtshaus, zwei Mühlen und zwei Schulen. Die einklassige katholische Schule wurde im gleichen Jahr von 56 Schülern besucht. 1874 gelangte Tiefensee an den neu gebildeten Amtsbezirk Koppitz, der die Landgemeinden Koppitz, Märzdorf und Tiefensee sowie die Gutsbezirke Koppitz, Nieder Märzdorf und Ober Märzdorf umfasste. 1885 zählte Tiefensee 457 Einwohner. 1933 waren es 365 und 1939 331 Einwohner.
Als Folge des Zweiten Weltkriegs fiel Tiefensee 1945 mit dem  größten Teil Schlesiens an Polen. Nachfolgend wurde es zunächst in Jamna, später in Głębocko umbenannt. Die deutsche Bevölkerung wurde, soweit sie nicht vorher geflohen war, weitgehend vertrieben. Die neu angesiedelten Bewohner waren teilweise Zwangsumgesiedelte aus Ostpolen, das an die Sowjetunion gefallen war. 1950 wurde Głębocko der Woiwodschaft Opole eingegliedert, 1999 dem neu gegründeten Powiat Brzeski.

## Sehenswürdigkeiten
- Reste der Burg Tiefensee
- Glockenkapelle
- Ehemals evangelischer Friedhof
- Hölzernes Wegekreuz
- Wegkapelle mit Kreuz